# Каваи, Юкако
Юкако Каваи (яп. 川井 友香子 Каваи Юкако, р. 27 августа 1997 года) — японская спортсменка, борец вольного стиля, золотой призёр Олимпийских игр 2020 в Токио, неоднократный призёр чемпионатов мира, чемпионка Азии 2020 г.

## Биография
Родилась в 1997 году. В 2014 году стала бронзовой призёркой чемпионата мира среди кадетов.
В 2018 году завоевала серебряную медаль чемпионата мира.
На предолимпийском чемпионате мира в Казахстане в 2019 году в весовой категории до 62 кг, Юкако завоевала бронзовую медаль и получила олимпийскую лицензию для своего национального Олимпийского комитета.